# 普烏圖斯克戰役 (1703年)
大北方戰爭期間的普烏圖斯克戰役發生於1703年4月21日的普烏圖斯克。瑞軍在卡爾十二世的率領下擊敗了亞當·海因里希·馮·施泰諾的薩克森部隊。卡爾十二世隨後在12月攻佔托倫。